# Kostel Nanebevzetí Panny Marie (Jakubovice)
Kostel Nanebevzetí Panny Marie v Jakubovicích je raně barokní stavbou z konce 17. století. Areál kostela byl v roce 1964 zapsán na seznam kulturních památek.

## Historie
První písemné zmínky o Jakubovicích jsou z roku 1335. Původní dřevěný kostel s farou je zmiňován v roce 1350. Byl zasvěcen svaté Kateřině. Byl ve velmi špatném stavu a proto kníže Lichtenštejn rozhodl o výstavbě nového kostela v barokním stylu. Projektem byl pověřen italský architekt Domenico Martinelli, který pro rod Lichtenštejnů realizoval celou řadu staveb. V roce 1697 se konalo slavnostní vysvěcení a kostel byl zasvěcen Nanebevzetí Panny Marie. Kostel byl upravován v roce 1822. V roce 1930 byla provedena elektrifikace. Kompletní rekonstrukce kostela proběhla v letech 1976 – 1980.
V roce 1995 byla vyměněna kostelní okna, v r. 1999 fasáda a střecha věže kostela. V r. 2000 byly zprovozněny věžní hodiny a opraven zděný vstup na hřbitov. Další rekonstrukce (fasáda kostela, ohradní zeď) byly v letech 2008 až 2009 hrazeny z dotací fondu Rozvoje venkova Ministerstva kultury České republiky. 
Kostel Nanebevzetí Panny Marie je farním kostelem římskokatolické farnosti Jakubovice, Děkanátu Zábřeh, Arcidiecéze Olomoucká.

## Popis

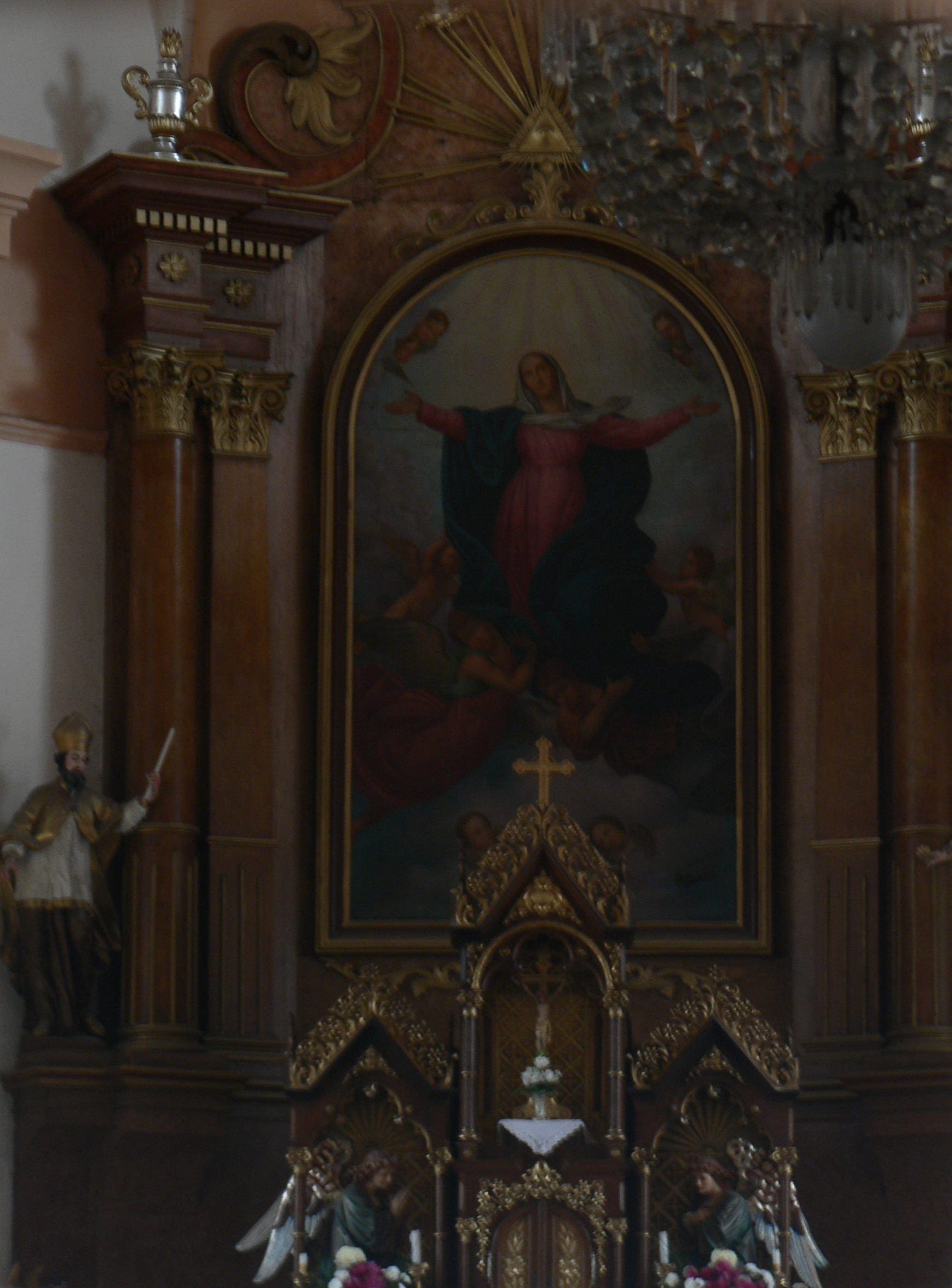
Oltářní obraz Nanebevzetí Panny Marie

Kostel je obklopen zděnou hřbitovní zdí, která je krytá břidlicí a až do roku 1933 ohraničovala farní hřbitov s márnicí. Na západní straně je zeď prolomena branou, ke které vede empírové schodiště z roku 1833.  Je lemováno kamennými parapety zdobenými na vnější straně plastickými kruhovými terči s rozetami a medailony. V bezprostřední blízkosti stojí kamenný kříž datovaný rokem 1809 a pomník obětem 1. světové války. U zdi na jihozápadní straně se nachází zdobený náhrobník místního kněze A. P. Schegela.
Kostel je postaven na půdorysu kříže, který tvoří hlavní loď se dvěma protilehlými kaplemi, na vrcholu je pětiboké kněžiště. K východní straně je přimknuta hranolová věž s hodinami. Ve věži jsou zavěšeny tři zvony. Dva původní zvony byly zrekvírovány za 2. světové války a postupně nahrazeny novými. Poslední, z dílny rodiny Dytrychů Brodku u Přerova, byl vysvěcen a zavěšen v roce 1978. Malý umíráček pochází z roku 1867.
Kněžiště je zaklenuto lunetami s výsečemi. Celý obvod kostela pod klenbou obíhá výrazná,  bohatě profilovaná římsa. Ve vrcholu vítězného oblouku je umístěn mariánský monogram v paprskovité svatozáři. Z kněžiště se na severozápadní straně vstupuje do křížově zaklenuté sakristie. Nad vstupní částí lodi  je na trojité arkádě zděná hudební kruchta s varhanami se 6 rejstříky. 
Hlavní oltář s obrazem Nanebevzetí Panny Marie byl nově vyzdoben v roce 1796. V roce 1851 byl renovován a současně byly zhotoveny dva nové boční oltáře, které však byly v r. 1979 odstraněny a zůstaly jen dřevěné sochy sv. Blažeje a sv. Augustina na podstavcích. Součástí interiéru je klasicistní kazatelna, dřevěná křtitelnice z 2. čtvrtiny 18. století a klasicistní korunový lustr.   Ve výklenku u bočních dveří se nachází Lurdská Matka Boží. 